# Michail Prokof'evič Kovalëv
Michail Prokof'evič Kovalëv (in russo Михаил Прокофьевич Ковалёв?; Brjuchoveckij rajon, 7 luglio 1897 – Leningrado, 31 agosto 1967) è stato un generale sovietico.

## Biografia
Kovalëv nacque in una famiglia di contadini nel villaggio del Brjuchoveckij rajon nell'Oblast' del Kuban'. Nel 1915 si arruolò nell'Esercito imperiale russo. Dopo essersi diplomato con il rango di praporščik, prese parte alla prima guerra mondiale comandando un plotone (polurota), una compagnia e un battaglione. Al tempo della Rivoluzione d'ottobre era capitano. Durante la Guerra civile russa comandò un reggimento e una brigata nell'Armata Rossa partecipando ai combattimenti contro l'Armata Bianca di Anton Ivanovič Denikin, di Vrangel' e nella rivolta di Tambov guidata da Aleksandr Antonov.
Nel 1937 era comandante del Distretto militare di Kiev, poi dal 1938 fu comandante del Distretto militare bielorusso. Fu comandante del fronte bielorusso durante l'invasione sovietica della Polonia nel settembre del 1939. Fu comandante della 15ª armata dell'Armata Rossa e guidò le truppe sovietiche anche durante la Guerra d'inverno. Nel 1941 era comandante del Distretto militare di Char'kov e ispettore della fanteria per il comandante dell'Armata Rossa nel fronte della Transbajkalia.
Nel luglio del 1945 divenne vice-comandante del Fronte della Transbajkalia e partecipò alle azioni militari sovietiche contro il Giappone. Dal 1949 fu vice-comandante del Distretto militare di Leningrado. Si ritirò dal servizio militare nel 1955 e morì a Leningrado in seguito a un cancro nel 1967.
Le sue decorazioni includevano due Ordini di Lenin, tre Ordini della Bandiera rossa e l'Ordine di Suvorov di I Classe.